# Урус-хан
Уру́с-хан (араб. اوروس خان‎; умер в 1377 году, известен также как Мухаммад-Урус, Арыс, Ырыс, -хан) — хан Левого крыла Золотой орды с 1368 года, хан Золотой Орды в 1372—1374 и 1375 годах. Под своей властью ему удалось объединить восточный Дешт-и-Кипчак.
По одним источникам происходил из династии Тукатимуридов — потомком Тука(й)-Тимура, сына Джучи, в других называется потомком Орда-Эджена, другого сына Джучи. 
Внуки Урус-хана Барак и Булат пытались объединить раздробленные улусы и восстановить Золотую Орду, но потерпели поражение. Их сыновья Керей и Джанибек, объединив часть Золотоордынских племен, создали Казахское ханство.

## Происхождение
Существует несколько источников о родословной Урус-хана. Данные в них отличаются друг от друга. По одним сведениям, он был потомком Тука(й)-Тимура, сына Джучи, сына Чингисхана. По другим — потомком Орда-Эджена (Орды), другого сына Джучи.
При этом разные источники приводят различные генеалогии предков Урус-хана. К первой группе источников относятся:
- «Муизз ал-ансаб». Составлен неизвестным автором по поручению Тимурида Шахруха в 829 (1426) году. В нём приведена следующая генеалогия: Тукай-Тимур — Урунгташ — Ачик — Бактук — Тимур-Ходжа — Бадак — Урус-хан.
- «Таварих-и Гузида-йи Нусрат Наме» («Нусрат-наме»). Написан около 1504 года[3]. В нём приведена следующая генеалогия: Тука-Тимур — Уз-Тимур — Ходжа — Бадик — Урус-хан.
- «Шаджара-йи турк». Сочинение Абу-л-Гази (1603—1664), хана Хивинского ханства[4]. В нём приведена следующая генеалогия: Тукай-Тимур — Уз-Тимур — Ходжа — Бадакул — Урус-хан.
- «Чингиз-наме». Трактат Утемиша-Хаджи, написанный в 1550 году.
- «Бахр аль-асрар». Сочинение историка Махмуда ибн Вали, написанное в 1634—1640.

Ко второй группе источников относятся:
- «Мунтпахаб ат-таварих-и Муини», или «Аноним Искандера». Написан Муин ад-Дином Натанзи в 1413/1414 году. В нём приведена следующая генеалогия: Орда — Кули — Тумакан — Ногай — Сасы-Бука — Эрзен — Чимтай — Урус-хан
- «Нусах-и джаханара». Сочинение ал-Гаффари, написано в 1564—1565[5]. В нём приведена следующая генеалогия: Орда — Кули — Нукай — Сасы-Бука — Эрзен — Чимтай — Урус-хан.
- «Тарих-и Хайдари». Написана Хайдаром ибн Али Хусайни Рази между 1611 и 1619[6]. В нём приведена следующая генеалогия: Орда — Кули — Букай — Сасы-Бука — Идерен — Джиджай — Урус-хан.
- «Джами ад-дувал». Сочинение османского историка XVII века Мунадджима-баши[7].

Ряд современных историков считает, что Урус является потомком Тука-Тимура и делает вывод о предпочтительности генеалогических данных, сообщаемых «Муизз ал-ансаб», однако другие историки считают Уруса сыном Чимтая.

## Сыгнакский хан
После смерти в 1361 году хана Чимтая в Восточной части Золотой орды началась междоусобная борьба, победителем из которой вышел Урус, сын Чимтая, который в 1368 году сел ханом в Сыгнаке. Ему удалось объединить восточный Дешт-и-Кипчак. В этот период он казнил правителя Мангышлакского улуса Туй-ходжу, в результате чего сын последнего, Тохтамыш, стал его главным соперником.
Урус-хан вырезал практически весь остальной род Тукатимуридов во избежание появления претендентов на престол в Сыгнаке. При поддержке знати проводил курс на укрепление своей власти. Объявив себя суверенным правителем, начал чеканить собственные деньги.

## Хан Золотой Орды
В этот период Золотую орду охватили междоусобицы. Решив ими воспользоваться, Урус попытался присоединить к своим владениям Нижнее Поволжье. Позже он и сам вмешался в борьбу за золотоордынский престол против Мамая и его ставленников.
Опираясь на знать, Урус-хан в 1372 году совершил поход в Белую Орду и стал полновластным правителем Золотой Орды. В середине 1370-х годов захватил Хаджи-Тархан (совр. Астрахань).
В 1374 году Урус-хан лишился ханского титула в Сарай-Берке, когда он находился на востоке. Ханом стал Черкес-хан. Когда Урус-хан возвратился в Сарай-Берке, там уже правил ставленник Мамая Булак-хан. В июне 1375 году Урус-хан вновь становится ханом Золотой Орды. Однако вскоре Булак-хану удалось отвоевать Сарай-Берке и прогнать Урус-хана в Сыгнак.
Тохтамыш с многочисленным войском эмира Тимура выступил в поход на Ак Орду с целью отомстить за смерть своего отца. Получив известие о приближении Тохтамыша к городу Сауран, Урус-хан направил против него золотоордынское войско во главе со своим вторым сыном Кутлук-Бугой. Кровопролитное сражение произошло в 1376 году близ Саурана. В ходе этого сражения погиб сам Кутлук-Буга, но его воины одержали победу над вражеским войском. Тохтамышу пришлось отступить в Самарканд.
Эмир Тимур поручил Тохтамышу дополнительное войско и вновь отправил его в поход на Сауран. На этот раз Урус-хан отправил на защиту города своего старшего сына Токтакию. Тохтамыш вновь проиграл сражение и бежал с поля боя.
В 1377 году в борьбу против Урус-хана вступил Тамерлан, но вооружённый конфликт между ними не состоялся в связи неожиданной кончиной Урус-хана.

## Соотношение Урус-хана и Алаша-хана
Казахские ханы традиционно высказывали своё происхождение от Урус-хана. Правнук Урус-хана от сына Токтакии Керей-хан вместе с другим потомком Урус-хана, правнуком от сына Койричак-хана и сыном его внука Барак-хана, Абу-Саида, прозванного Жанибек-ханом, стали основателями Казахского ханства.

## Сыновья
- Кутлуг-Буга
- Токтакия
- Тимур-Малик
- Койричак